# Argemone ochroleuca
Conocido como amapola silvestre amarilla, cardo, cardo santo, checamte, chicalote, chicalote cimarrón, chichillón, tlixate. Argemone ochroleuca es una especie herbácea del género Argemone (Papaveraceae).

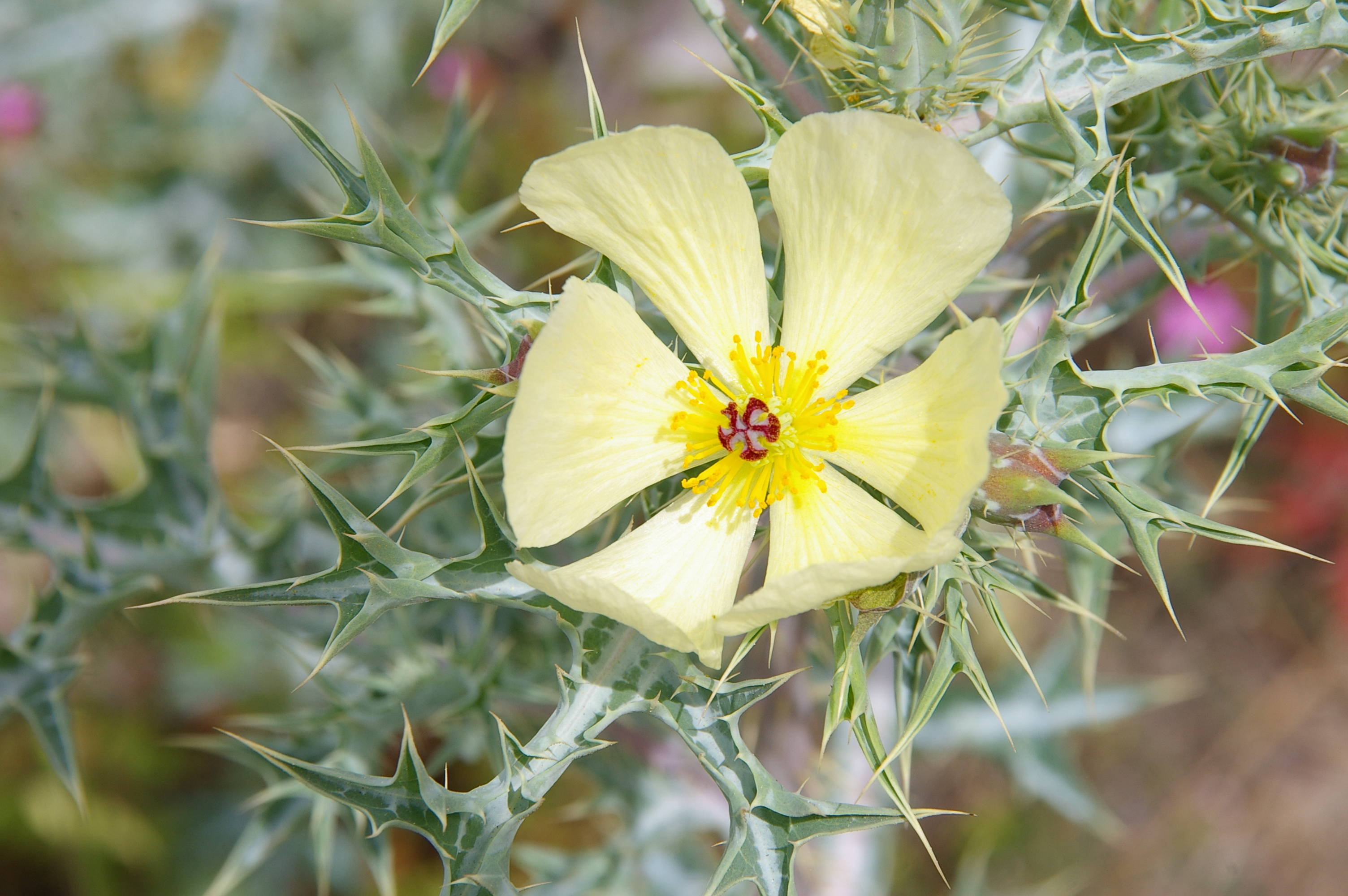
Detalle de la flor

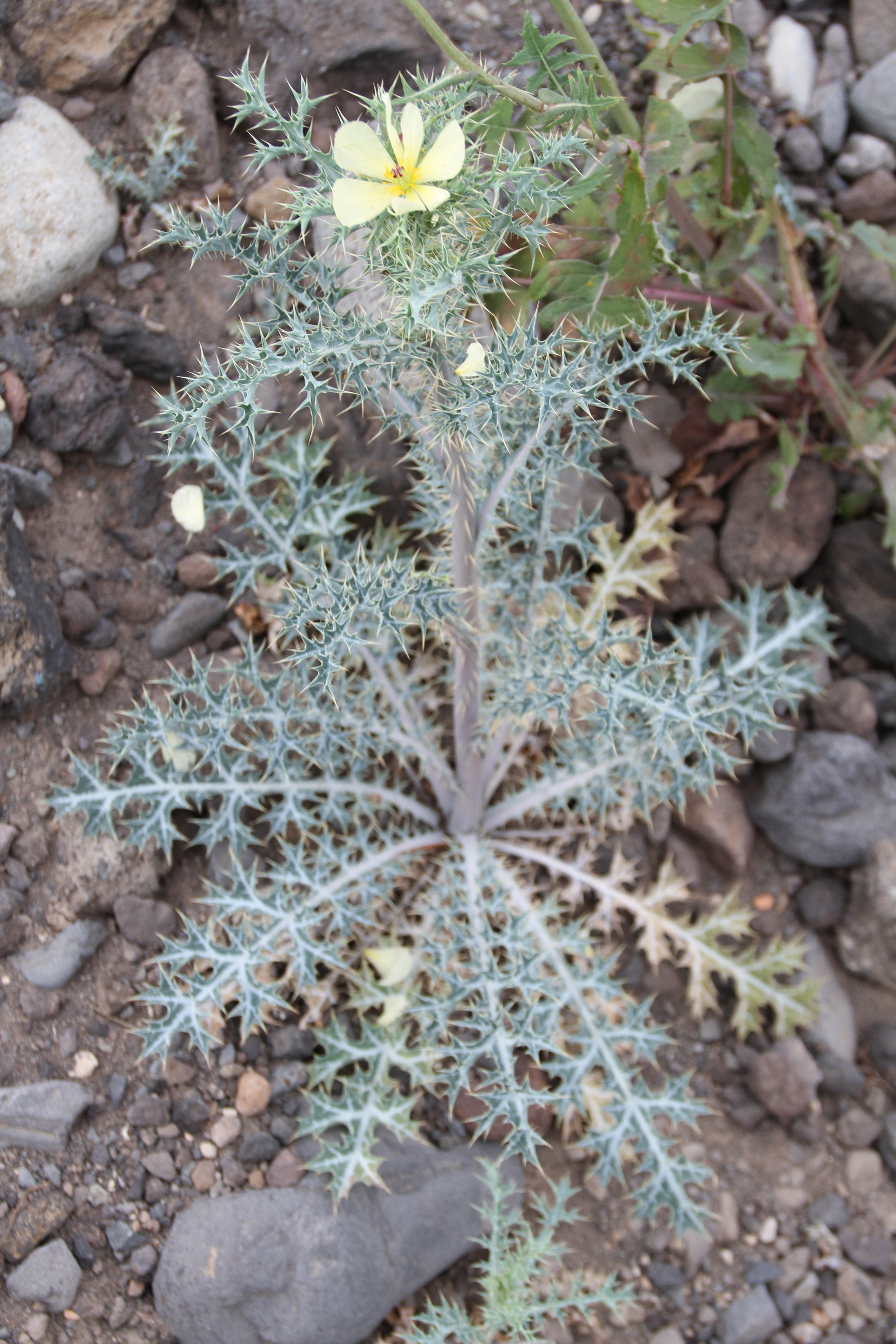
Vista de la planta

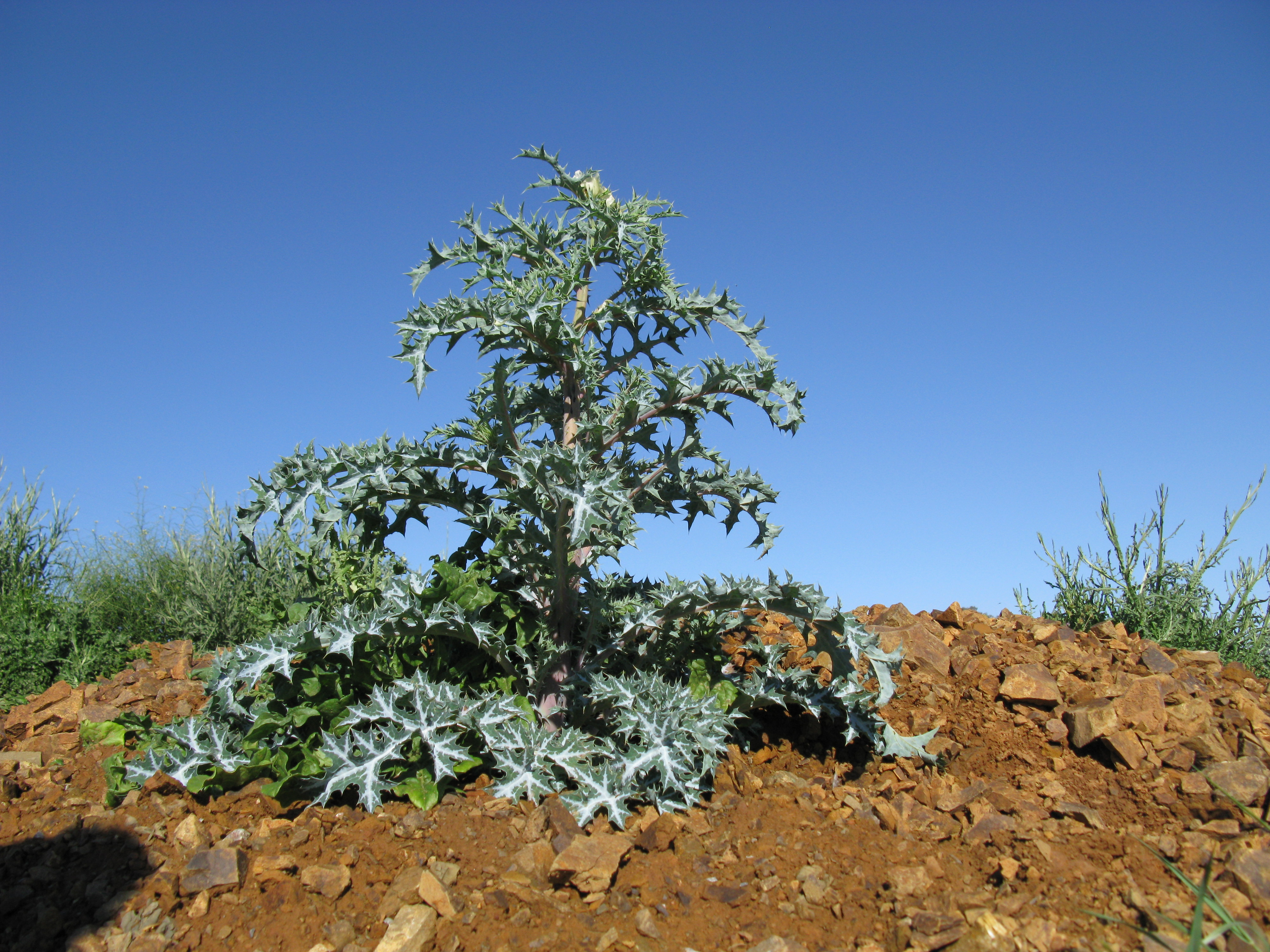
En su hábitat

## Descripción
Planta herbácea anual o perenne de vida corta, glauca, con látex amarillo o anaranjado, de 30 cm a 1.2 (1.5) m de alto, provista de espinas rectas, blanquecinas, ampliamente espaciadas, de longitudes diversas, perpendiculares a la superficie en que se originan, o ligeramente reflejas. Tallos uno o pocos, ramificándose en la parte superior. Hojas inferiores con frecuencia dispuestas en roseta basal, oblanceoladas a elípticas, hasta de 35 cm de largo y 7 cm de ancho, las superiores por lo común de dimensiones menores, todas profundamente divididas, casi hasta el nervio medio, lóbulos oblongos, irregularmente dentados, los dientes con una fina espina apical, envés con pocas espinas esparcidas sobre las venas. Botones florales cilindráceos, su cuerpo de 8 a 18 mm de largo y de 4 a 11 mm de ancho, con 3 o más espinas finas sobre cada sépalo, cuernos apicales divergentes, rollizos o algo aplanados y triangular-subulados, de 5 a 12 mm de largo, incluyendo la espina terminal; pétalos amarillos, más comúnmente de color crema o a veces blancos, obovados u obcuneiformes a elípticos, de (1) 1.5 a 3 (3.5) cm de largo y 3 a 25 (30) mm de ancho; estambres 20 a 75, con filamentos y anteras amarillas; estigma de color púrpura, de 2 a 3 mm de ancho y 1 a 1.5 mm de alto, sus lóbulos extendidos, las superficies azulosas no receptivas ubicadas entre los lóbulos, por lo común claramente visibles. Cápsulas 3 a 6-carpelares, de 2 a 5 cm de largo incluyendo el estilo corto y grueso y el estigma, y de 1 a 2 (2.5) cm de ancho, sin tomar en cuenta las espinas, éstas más bien esparcidas, extendidas, blanquecinas, gruesas, de 6 a 12 mm de largo, a veces mezcladas con otras más pequeñas. Semillas de 1.5 a 2 mm de diámetro..

## Distribución y hábitat
Originaria de México se ha naturalizado en regiones tropicales y subtropicales del mundo: Asia, África, Australia. Habita en climas cálido, semicálido, semiseco y templado, desde el nivel del mar hasta los 2600 metros. Crece en terrenos de cultivo abandonados o asociada a vegetación perturbada de bosque tropical caducifolio, matorral xerófilo, bosque mesófilo de montaña; bosques de encino y de pino.

## Historia
Es usada en la medicina tradicional de México donde la referencia más antigua encontrada, corresponde al Códice Florentino del siglo XVI. También la cita Juan de Esteyneffer, a principios del siglo XVIII y en el siglo XX, el Instituto Médico Nacional, Alfonso Herrera Fernández y finalmente, Maximino Martínez la citan por sus propiedades medicinales.

## Usos
El látex se utiliza para quitar las manchas y carnosidades de los ojos; para conciliar el sueño y calmar la tos; las flores aplicadas como emplasto curan la sarna.
También se utiliza como colorante.

## Taxonomía
Argemone ochroleuca fue descrita por Robert Sweet y publicado en The British Flower Garden, . . . 3: pl. 242. 1828.
Etimología
Argemone: nombre genérico que proviene del griego αργεμωνη  y que fue  aplicado por Dioscórides a una planta como la amapola que se ha usado para el tratamiento de cataratas.
ochroleuca: epíteto latino que significa "amarillo pálido".
Sinonimia
- Argemone stenopetala Rose
- Argemone barclayana Penny ex Loudon
- Argemone intermedia Sweet
- Argemone mexicana var. ochroleuca (Sweet) Lindl.
- Argemone sulphurea Sweet ex Loudon[8]

## Nombres comunes
- Chicalote, amapola amarilla, cardo, chacalote, chicalote amarillo, espinocilla[2]